# NGC 2859
NGC 2859 je galaksija u zviježđu Malom lavu.

## Vanjske poveznice
- SEDS: NGC 2859